# Родство
Родство́ — отношения между индивидами, основанные на происхождении от общего предка или возникшие в результате заключения брака, организующие социальные группы и роли.
Лица, находящиеся в отношениях родства, называются родственниками (устар. ужиками).

## Описание
Длительное время отношения родства определяли экономические, социальные и политические связи в обществе.
Родство означает связанность людей родственными связями. При этом, содержание родственных связей и понятие родства зависит от общества. Во многих культурах чувство связанности родством может иметь как биологические, так и социальные основания.
В западном (европейском) обществе есть три варианта родственных связей: близкие родственники, которые связаны общностью и крови, и быта; люди, связанные приобретённым в брачном союзе родством; родственники только по крови, не имеющие социальных обязательств и обычно не выполняющие их.
В неевропейских обществах система родства может быть шире: имянаречение (крёстные и крестники), искусственное родство, родство по кормлению, братство по кораблю и другие.
Во второй половине XX века (приблизительно с 1960-х) в западном обществе начался процесс изменения типов межличностных отношений, и старые схемы родственных связей стали терять актуальность.
Современное общество изменило статус отношений родства, оно предоставляет большое количество разных вариантов идентификации личности и групповой солидарности. Помимо изменения социальных взаимоотношений, например, однополые пары, на определение границ родственных отношений повлияли новые репродуктивные технологии, например, суррогатное материнство.
В классической антропологии, при анализе традиционных обществ, концепт родства ранее являлся центральным. В современном же обществе кровное родство не всегда является основным признаком родственной связи. Например, её вариантом являются семейные отношения. Более того, чувство связанности не является специфической чертой родственных уз, подобные социальные связи могут быть с соседями, друзьями, коллегами.

## Кровное родство по прямой линии

### В соседних поколениях
- Родители — общий термин для обозначения отца и матери.
  - Отец (разг. папа) — мужчина по отношению к своим детям.
  - Мать (разг. мама) — женщина по отношению к своим детям.
- Дети — общий термин для обозначения сыновей и дочерей.
  - Сын — мальчик или мужчина по отношению к своим родителям.
  - Дочь — девочка или женщина по отношению к своим родителям.
  - Внебрачные дети (незаконнорождённые дети, байстрюки, ублюдки) — дети, родители которых не состояли в браке.
    - Бастарды (в Западной Европе в Средние века) — внебрачные дети влиятельной особы (короля, герцога и т. д.), в настоящее время часто употребляется в вульгарном, оскорбительном значении: ублюдки.
    - Сколотные дети — в Поморье XIX — начала XX века дети, рождённые добрачно.
    - Девкины дети — дети матери-одиночки (в былинах, сказках).

  - Морганатические дети — дети, рождённые в браке между членом царской, королевской и т. п. семьи с лицом не царского, не королевского происхождения. Не имеют права на престолонаследие.
  - Крестовые сёстры (сёстры по кресту, сёстры названые, побратимки, сестёрны) — женщины, обменявшиеся нательными крестами, по отношению друг к другу.

### Через поколение
- Дед (дедушка) — мужчина по отношению к детям сына или дочери, отец отца или матери, муж бабушки.
- Бабка (бабушка) — женщина по отношению к детям сына или дочери, мать отца или матери, жена деда.
- Внук — мальчик или мужчина по отношению к дедушке и бабушке, сын сына или дочери.
- Внучка — девочка или женщина по отношению к дедушке и бабушке, дочь сына или дочери.

### Через два поколения
- Прадед, прадедушка — мужчина по отношению к детям внука или внучки, отец дедушки или бабушки, дед родителя.
- Прабабка, прабабушка — женщина по отношению к детям внука или внучки, мать дедушки или бабушки, бабушка родителя.
- Правнук — мальчик или мужчина по отношению к прадедушке и прабабушке, сын внука или внучки, внук ребёнка.
- Правнучка — девочка или женщина по отношению к прадедушке и прабабушке, дочь внука или внучки, внучка ребёнка.

### Через много поколений
- Предок — древний предшественник по роду, а также соотечественник из прежних поколений.
- Пращур — отец прапрадеда или прапрабабушки (прапрапрадед), либо отдалённый предок.
- Пращурка — мать прапрадеда или прапрабабушки (прапрапрабабушка), либо вообще отдалённый предок.
- Прародитель (родоначальник, праотец) — первый известный представитель рода, от которого ведётся родословие.
- Прародительница (родоначальница, праматерь) — первая известная представительница рода, от которой ведётся родословие.
- Пробанд (пропозит) — лицо, с которого начинается составление родословной.
- Потомок (устаревшее отпрыск) — лицо, происходящее по рождению от кого-либо (противоположное предок). Во множественном числе «потомки» — люди будущих поколений.
- (Пра)kдед, (пра)kбабушка, (пра)kвнук, (пра)kвнучка (напр., прапрадед) — предки и потомки через k + 1 поколений.

## Кровное непрямое родство (по линиям матери и отца)

### В одном поколении

#### Родные
Полнородные, кровные — братья и сёстры (по отношению друг к другу), происходящие от одних и тех же отца и матери.
- Брат — мальчик или мужчина по отношению к другому ребёнку (детям) своих родителей[6].
  - Старший брат — мальчик или мужчина по отношению к более младшему ребёнку (детям) своих родителей.
  - Младший брат — мальчик или мужчина по отношению к более старшему ребёнку (детям) своих родителей.
  - Привенчанный брат (устар.) — брат, рождённый до брака родителей и ими признанный.
- Сестра — девочка или женщина по отношению к другому ребёнку (детям) своих родителей.
  - Старшая сестра — девочка или женщина по отношению к более младшему ребёнку (детям) своих родителей.
  - Младшая сестра — девочка или женщина по отношению к более старшему ребёнку (детям) своих родителей.
  - Привенчанная сестра (устар.) — сестра, рождённая до брака родителей и ими признанная.
- Близнецы́ — дети одной матери, развившиеся в течение одной беременности. Различают однояйцевых (одного пола и абсолютно схожих внешне) и разнояйцевых близнецов. Иногда близнецами называют только однояйцевых (идентичных) братьев или сестёр, в таком случае разнояйцевых братьев и сестёр называют двойняшками, тройняшками… в зависимости от числа (двое, трое и т. д.).
- Сиблинги[7] (сибсы[8]) — использующееся в основном в научной терминологии общее обозначение братьев и сестёр (по отношению друг к другу), происходящих от одних родителей.

Неполнородные — имеющие только одного общего родителя. В свою очередь, неполнородные братья и сёстры подразделяются на:
- Единокровных (однородных) — происходящих от одного отца, но разных матерей.
- Единоутробных (одноутробных) — происходящих от одной матери, но разных отцов.

#### Сводные
Сводные братья и сёстры — дети от прежних браков, сведённые в одну семью, не связанные при этом какими-либо кровными узами; их положение в родословии, социальный и юридический статус классифицируются как некровное родство. Непосредственные родовые отношения между сводными братьями и сёстрами (и их потомками) будут расцениваться как свойственные (см. ниже) вплоть до появления у их родителей общих детей — их единокровных и единоутробных братьев и сестёр. В этом случае все братья и сёстры станут кровными родственниками через потомков: это единственный и довольно интересный момент в родословии, поскольку и потомки сводных братьев и сестёр, и потомки их общих (единокровных и единоутробных) братьев и сестёр будут находиться в кровном родстве по определению — и с родителями братьев и сестёр (то есть через поколение), и с самими братьями и сёстрами, и между собой соответственно.

#### Двоюродные
Двоюродные:
- Двоюродный брат (или кузе́н[10], от фр. cousin), — мальчик или мужчина по отношению к ребёнку дяди или тёти, сын дяди или тёти.
- Двоюродная сестра (или кузи́на, от фр. cousine), — девочка или женщина по отношению к ребёнку дяди или тёти, дочь дяди или тёти.

Слова «кузен» и «кузина» могут использоваться в более широком значении, нежели «двоюродные брат или сестра» — они обозначают также «дальний кровный родственник в одном колене с кем-либо».

#### Троюродные
Троюродные:
- Троюродный брат — внук брата или сестры деда или бабушки; сын двоюродного дяди или тёти.
- Троюродная сестра — внучка брата или сестры деда или бабушки; дочь двоюродного дяди или тёти.

#### Четвероюродные
Четвероюродные, иногда четвероколенные:
- Четвероюродный брат — правнук брата или сестры прадеда или прабабушки, внук троюродного деда или бабушки, сын троюродного дяди или тёти.
- Четвероюродная сестра — правнучка брата или сестры прадеда или прабабушки, внучка троюродного деда или бабушки, дочь троюродного дяди или тёти.

У родных братьев и сестёр общие родители, у двоюродных — общие дед и бабка, у троюродных — общие прадед и прабабка, у четвероюродных — общие прапрадед и прапрабабка, и так далее.
Начиная с четвёртого поколения и далее обычно указывается количество «колен» между родственниками. Например: семь колен — семиколенные братья, и так далее.

### В соседних поколениях
Братья и сёстры родителя (и их супруги):
- Дядя (дядька, разг. дяденька) — мужчина или мальчик по отношению к детям брата или сестры, родной брат отца или матери (муж тёти считается не родным дядей, а дядей-свойственником).
  - Стрый (стрий, строй, стрыйца) — (устар.) дядя по отцу (брат отца).
  - Уй (вуй) — (устар.) дядя по матери (брат матери).
- Тётя (тётка, разг. тётенька) — женщина или девочка по отношению к детям брата или сестры, родная сестра отца или матери (жена дяди считается не родной тётей, а тётей-свойственницей).
  - Стрыя (стрия, стрыня, стрыйна) — (устар.) тётя по отцу (сестра отца).
  - Вуйна — (устар.) тётя по матери (сестра матери).

Дети брата или сестры:
- Племянник (племяш, нетий) — мальчик или мужчина по отношению к дяде или тёте, сын брата или сестры.
  - Братыч (братанич, брательнич, сыновец) — (устар.) сын брата, племянник по брату[11].
  - Братанич — (устар.) племянник, сын старшего брата. Сын младшего — брательнич.
  - Сестрич (сестренич, сестричищ, сестринец) — (устар.) сын сестры, племянник по сестре.
- Племянница (племяшка, нестера) — девочка или женщина по отношению к дяде или тёте, дочь брата или сестры.
  - Братанина (братанна, братана, сыновица) — (устар.) дочь брата, племянница по брату.
  - Сестрина (сестрична) — (устар.) дочь сестры, племянница по сестре.

Двоюродные братья и сёстры родителя:
- Двоюродный дядя (стрый малый) — мужчина или мальчик по отношению к детям двоюродного брата или сестры, то есть двоюродный брат отца или матери.
- Двоюродная тётя — женщина или девочка по отношению к детям двоюродного брата или сестры, то есть двоюродная сестра отца или матери.

Дети двоюродного брата или сестры:
- Двоюродный племянник — мальчик или мужчина по отношению к двоюродному дяде или тёте, сын двоюродного брата или сестры.
  - Дщерич — племянник по тёте.
- Двоюродная племянница — девочка или женщина по отношению к двоюродному дяде или тёте, дочь двоюродного брата или сестры.
  - Дщерша — племянница по тёте.

|      |      |      |      |      |      |   |   |      |      |      |      |      |      |  |  |             |             |             |             |                                     |                                     |                                     |                                     |                                              |                                     |             |             |                                       |                                       |                                       |                                       |                                       |                                       |
|      |      |      |      |      |      |   |   |      |      |      |      |      |      |  |  |             |             |             |             |                                     |                                     |                                     |                                     |                                              |                                     |             |             |                                       |                                       |                                       |                                       |                                       |                                       |
| Мать | Мать | Мать | Мать | Мать | Мать |   |   | Отец | Отец | Отец | Отец | Отец | Отец |  |  | Тётя (Дядя) | Тётя (Дядя) | Тётя (Дядя) | Тётя (Дядя) | Тётя (Дядя)                         | Тётя (Дядя)                         |                                     |                                     | Дядя (Тётя)                                  | Дядя (Тётя)                         | Дядя (Тётя) | Дядя (Тётя) | Дядя (Тётя)                           | Дядя (Тётя)                           |                                       |                                       |                                       |                                       |
| Мать | Мать | Мать | Мать | Мать | Мать |   |   | Отец | Отец | Отец | Отец | Отец | Отец |  |  | Тётя (Дядя) | Тётя (Дядя) | Тётя (Дядя) | Тётя (Дядя) | Тётя (Дядя)                         | Тётя (Дядя)                         |                                     |                                     | Дядя (Тётя)                                  | Дядя (Тётя)                         | Дядя (Тётя) | Дядя (Тётя) | Дядя (Тётя)                           | Дядя (Тётя)                           |                                       |                                       |                                       |                                       |
|      |      |      |      |      |      |   |   |      |      |      |      |      |      |  |  |             |             |             |             |                                     |                                     |                                     |                                     |                                              |                                     |             |             |                                       |                                       |                                       |                                       |                                       |                                       |
|      |      |      |      | N    | N    | N | N | N    | N    |      |      |      |      |  |  |             |             |             |             | Двоюродный брат (Двоюродная сестра) | Двоюродный брат (Двоюродная сестра) | Двоюродный брат (Двоюродная сестра) | Двоюродный брат (Двоюродная сестра) | Двоюродный брат (Двоюродная сестра)          | Двоюродный брат (Двоюродная сестра) |             |             | Двоюродная невестка (Двоюродный зять) | Двоюродная невестка (Двоюродный зять) | Двоюродная невестка (Двоюродный зять) | Двоюродная невестка (Двоюродный зять) | Двоюродная невестка (Двоюродный зять) | Двоюродная невестка (Двоюродный зять) |
|      |      |      |      | N    | N    | N | N | N    | N    |      |      |      |      |  |  |             |             |             |             | Двоюродный брат (Двоюродная сестра) | Двоюродный брат (Двоюродная сестра) | Двоюродный брат (Двоюродная сестра) | Двоюродный брат (Двоюродная сестра) | Двоюродный брат (Двоюродная сестра)          | Двоюродный брат (Двоюродная сестра) |             |             | Двоюродная невестка (Двоюродный зять) | Двоюродная невестка (Двоюродный зять) | Двоюродная невестка (Двоюродный зять) | Двоюродная невестка (Двоюродный зять) | Двоюродная невестка (Двоюродный зять) | Двоюродная невестка (Двоюродный зять) |
|      |      |      |      |      |      |   |   |      |      |      |      |      |      |  |  |             |             |             |             |                                     |                                     |                                     |                                     |                                              |                                     |             |             |                                       |                                       |                                       |                                       |                                       |                                       |
|      |      |      |      |      |      |   |   |      |      |      |      |      |      |  |  |             |             |             |             |                                     |                                     |                                     |                                     | Двоюродный племянник (Двоюродная племянница) |                                     |             |             |                                       |                                       |                                       |                                       |                                       |                                       |

Троюродные братья и сёстры родителя:
- Троюродный дядя — мужчина или мальчик по отношению к детям троюродного брата или троюродной сестры, троюродный брат отца или матери, муж троюродной тёти.
- Троюродная тётя — женщина или девочка по отношению к детям троюродного брата или троюродной сестры, троюродная сестра отца или матери, жена троюродного дяди.

Дети троюродного брата или сестры:
- Троюродный племянник — мальчик или мужчина по отношению к троюродному дяде или тёте, сын троюродного брата или сестры.
- Троюродная племянница — девочка или женщина по отношению к троюродному дяде или тёте, дочь троюродного брата или сестры.

См. также: Племянник и племянница.

### Через поколение
Родные братья и сёстры бабки и деда:
- Двоюродный дед (устар. великий дядя) — мужчина по отношению к внукам брата или сестры, брат деда или бабушки, дядя родителя.
  - Стрый великий (устар.) — старший брат деда или бабки, двоюродный дед.
  - Стрый малый (устар.) — младший брат деда или бабки, двоюродный дед.
- Двоюродная бабка (устар. великая тётя) — женщина по отношению к внукам брата или сестры, сестра деда или бабушки, тётя родителя.
- Внучатый племянник — мальчик или мужчина по отношению к дяде или тёте родителя, внук родного брата или сестры, сын племянника(-цы), двоюродный внук.
- Внучатая племянница — девочка или женщина по отношению к дяде или тёте родителя, внучка родного брата или сестры, дочь племянника(-цы), двоюродная внучка.

|  |  |  |  |      |      |      |      |      |      |     |     |      |      |      |      |      |      |         |         |         |         |         |         |                                   |                                   |                                                                |                                                                |                                                                |                                                                |                                                                |                                                                |                                     |                                     |                                   |                                   |                                   |                                   |
|  |  |  |  |      |      |      |      |      |      |     |     |      |      |      |      |      |      |         |         |         |         |         |         |                                   |                                   |                                                                |                                                                |                                                                |                                                                |                                                                |                                                                |                                     |                                     |                                   |                                   |                                   |                                   |
|  |  |  |  |      |      | Дед  | Дед  | Дед  | Дед  | Дед | Дед |      |      |      |      |      |      | Бабушка | Бабушка | Бабушка | Бабушка | Бабушка | Бабушка |                                   |                                   | Двоюродный дед/Великий дядя (Двоюродная бабушка/Великая тётка) | Двоюродный дед/Великий дядя (Двоюродная бабушка/Великая тётка) | Двоюродный дед/Великий дядя (Двоюродная бабушка/Великая тётка) | Двоюродный дед/Великий дядя (Двоюродная бабушка/Великая тётка) | Двоюродный дед/Великий дядя (Двоюродная бабушка/Великая тётка) | Двоюродный дед/Великий дядя (Двоюродная бабушка/Великая тётка) |                                     |                                     |                                   |                                   |                                   |                                   |
|  |  |  |  |      |      | Дед  | Дед  | Дед  | Дед  | Дед | Дед |      |      |      |      |      |      | Бабушка | Бабушка | Бабушка | Бабушка | Бабушка | Бабушка |                                   |                                   | Двоюродный дед/Великий дядя (Двоюродная бабушка/Великая тётка) | Двоюродный дед/Великий дядя (Двоюродная бабушка/Великая тётка) | Двоюродный дед/Великий дядя (Двоюродная бабушка/Великая тётка) | Двоюродный дед/Великий дядя (Двоюродная бабушка/Великая тётка) | Двоюродный дед/Великий дядя (Двоюродная бабушка/Великая тётка) | Двоюродный дед/Великий дядя (Двоюродная бабушка/Великая тётка) |                                     |                                     |                                   |                                   |                                   |                                   |
|  |  |  |  |      |      |      |      |      |      |     |     |      |      |      |      |      |      |         |         |         |         |         |         |                                   |                                   |                                                                |                                                                |                                                                |                                                                |                                                                |                                                                |                                     |                                     |                                   |                                   |                                   |                                   |
|  |  |  |  | Мать | Мать | Мать | Мать | Мать | Мать |     |     | Отец | Отец | Отец | Отец | Отец | Отец |         |         |         |         |         |         | Двоюродная тётя (Двоюродный дядя) | Двоюродная тётя (Двоюродный дядя) | Двоюродная тётя (Двоюродный дядя)                              | Двоюродная тётя (Двоюродный дядя)                              | Двоюродная тётя (Двоюродный дядя)                              | Двоюродная тётя (Двоюродный дядя)                              |                                                                |                                                                | Двоюродный дядя (Двоюродная тётя)   | Двоюродный дядя (Двоюродная тётя)   | Двоюродный дядя (Двоюродная тётя) | Двоюродный дядя (Двоюродная тётя) | Двоюродный дядя (Двоюродная тётя) | Двоюродный дядя (Двоюродная тётя) |
|  |  |  |  | Мать | Мать | Мать | Мать | Мать | Мать |     |     | Отец | Отец | Отец | Отец | Отец | Отец |         |         |         |         |         |         | Двоюродная тётя (Двоюродный дядя) | Двоюродная тётя (Двоюродный дядя) | Двоюродная тётя (Двоюродный дядя)                              | Двоюродная тётя (Двоюродный дядя)                              | Двоюродная тётя (Двоюродный дядя)                              | Двоюродная тётя (Двоюродный дядя)                              |                                                                |                                                                | Двоюродный дядя (Двоюродная тётя)   | Двоюродный дядя (Двоюродная тётя)   | Двоюродный дядя (Двоюродная тётя) | Двоюродный дядя (Двоюродная тётя) | Двоюродный дядя (Двоюродная тётя) | Двоюродный дядя (Двоюродная тётя) |
|  |  |  |  |      |      |      |      |      |      |     |     |      |      |      |      |      |      |         |         |         |         |         |         |                                   |                                   |                                                                |                                                                |                                                                |                                                                |                                                                |                                                                |                                     |                                     |                                   |                                   |                                   |                                   |
|  |  |  |  |      |      |      |      | N    | N    | N   | N   | N    | N    |      |      |      |      |         |         |         |         |         |         |                                   |                                   |                                                                |                                                                | Троюродный брат (Троюродная сестра)                            | Троюродный брат (Троюродная сестра)                            | Троюродный брат (Троюродная сестра)                            | Троюродный брат (Троюродная сестра)                            | Троюродный брат (Троюродная сестра) | Троюродный брат (Троюродная сестра) |                                   |                                   |                                   |                                   |

Двоюродные братья и сёстры бабки и деда:
- Троюродный дед — мужчина по отношению к внукам двоюродного брата или сестры, двоюродный брат деда или бабушки, двоюродный дядя родителя.
- Троюродная бабка — женщина по отношению к внукам двоюродного брата или сестры, двоюродная сестра деда или бабушки, двоюродная тётя родителя.
- Внучатый двоюродный племянник — мальчик или мужчина по отношению к двоюродному дяде или тёте родителя, внук двоюродного брата или сестры, сын двоюродного племянника(-цы), троюродный внук.
- Внучатая двоюродная племянница — девочка или женщина по отношению к двоюродному дяде или тёте родителя, внучка двоюродного брата или сестры, дочь двоюродного племянника(-цы), троюродная внучка.

Родственники через большее число поколений называются добавлением приставки «пра-». Например: «двоюродный прадед», «правнучатая двоюродная племянница».

## Свойство́

### Супруги
- Супруги — лица, состоящие в браке.
  - Муж (супруг) — мужчина по отношению к женщине, состоящей с ним в браке.
  - Жена (супруга) — женщина по отношению к мужчине, состоящему с ней в браке.

### Родители супругов
- Свёкор — отец мужа.
- Свекровь — мать мужа.
- Тесть — отец жены.
- Тёща — мать жены.
- Сват — отец одного из супругов по отношению к родителям другого супруга, то есть тесть сына или свёкор дочери.
- Сватья (не путать со «свахой», термином, не входящим в систему родства) — мать одного из супругов по отношению к родителям другого супруга, то есть тёща сына или свекровь дочери.

### Братья и сёстры супругов
- Деверь — брат мужа.
- Золовка — сестра мужа.
- Шурин — брат жены.
  - Шурич (устар.) — сын шурина.
- Свояченица (устар. своячина) — сестра жены.

|                  |                  |                  |                  | Свекровь мать мужа | Свекровь мать мужа | Свекровь мать мужа | Свекровь мать мужа | Свекровь мать мужа                   | Свекровь мать мужа                   |                                      |                                      | Свёкор отец мужа                     | Свёкор отец мужа                     | Свёкор отец мужа | Свёкор отец мужа | Свёкор отец мужа | Свёкор отец мужа |     |     |     |     |  |  |      |      |      |      | Тёща мать жены | Тёща мать жены | Тёща мать жены | Тёща мать жены | Тёща мать жены             | Тёща мать жены             |                            |                            | Тесть отец жены            | Тесть отец жены            | Тесть отец жены | Тесть отец жены | Тесть отец жены | Тесть отец жены |                 |                 |                 |                 |
|                  |                  |                  |                  | Свекровь мать мужа | Свекровь мать мужа | Свекровь мать мужа | Свекровь мать мужа | Свекровь мать мужа                   | Свекровь мать мужа                   |                                      |                                      | Свёкор отец мужа                     | Свёкор отец мужа                     | Свёкор отец мужа | Свёкор отец мужа | Свёкор отец мужа | Свёкор отец мужа |     |     |     |     |  |  |      |      |      |      | Тёща мать жены | Тёща мать жены | Тёща мать жены | Тёща мать жены | Тёща мать жены             | Тёща мать жены             |                            |                            | Тесть отец жены            | Тесть отец жены            | Тесть отец жены | Тесть отец жены | Тесть отец жены | Тесть отец жены |                 |                 |                 |                 |
|                  |                  |                  |                  |                    |                    |                    |                    |                                      |                                      |                                      |                                      |                                      |                                      |                  |                  |                  |                  |     |     |     |     |  |  |      |      |      |      |                |                |                |                |                            |                            |                            |                            |                            |                            |                 |                 |                 |                 |                 |                 |                 |                 |
|                  |                  |                  |                  |                    |                    |                    |                    |                                      |                                      |                                      |                                      |                                      |                                      |                  |                  |                  |                  |     |     |     |     |  |  |      |      |      |      |                |                |                |                |                            |                            |                            |                            |                            |                            |                 |                 |                 |                 |                 |                 |                 |                 |
| Деверь брат мужа | Деверь брат мужа | Деверь брат мужа | Деверь брат мужа | Деверь брат мужа   | Деверь брат мужа   |                    |                    | Золовка сестра мужа                  | Золовка сестра мужа                  | Золовка сестра мужа                  | Золовка сестра мужа                  | Золовка сестра мужа                  | Золовка сестра мужа                  |                  |                  | муж              | муж              | муж | муж | муж | муж |  |  | жена | жена | жена | жена | жена           | жена           |                |                | Свояченица сестра жены     | Свояченица сестра жены     | Свояченица сестра жены     | Свояченица сестра жены     | Свояченица сестра жены     | Свояченица сестра жены     |                 |                 | Шурин брат жены | Шурин брат жены | Шурин брат жены | Шурин брат жены | Шурин брат жены | Шурин брат жены |
| Деверь брат мужа | Деверь брат мужа | Деверь брат мужа | Деверь брат мужа | Деверь брат мужа   | Деверь брат мужа   |                    |                    | Золовка сестра мужа                  | Золовка сестра мужа                  | Золовка сестра мужа                  | Золовка сестра мужа                  | Золовка сестра мужа                  | Золовка сестра мужа                  |                  |                  | муж              | муж              | муж | муж | муж | муж |  |  | жена | жена | жена | жена | жена           | жена           |                |                | Свояченица сестра жены     | Свояченица сестра жены     | Свояченица сестра жены     | Свояченица сестра жены     | Свояченица сестра жены     | Свояченица сестра жены     |                 |                 | Шурин брат жены | Шурин брат жены | Шурин брат жены | Шурин брат жены | Шурин брат жены | Шурин брат жены |
|                  |                  |                  |                  |                    |                    |                    |                    |                                      |                                      |                                      |                                      |                                      |                                      |                  |                  |                  |                  |     |     |     |     |  |  |      |      |      |      |                |                |                |                |                            |                            |                            |                            |                            |                            |                 |                 |                 |                 |                 |                 |                 |                 |
|                  |                  |                  |                  |                    |                    |                    |                    |                                      |                                      |                                      |                                      |                                      |                                      |                  |                  |                  |                  |     |     |     |     |  |  |      |      |      |      |                |                |                |                |                            |                            |                            |                            |                            |                            |                 |                 |                 |                 |                 |                 |                 |                 |
|                  |                  |                  |                  |                    |                    |                    |                    | невестка жена брата или сына (сноха) | невестка жена брата или сына (сноха) | невестка жена брата или сына (сноха) | невестка жена брата или сына (сноха) | невестка жена брата или сына (сноха) | невестка жена брата или сына (сноха) |                  |                  | сын              | сын              | сын | сын | сын | сын |  |  | дочь | дочь | дочь | дочь | дочь           | дочь           |                |                | зять муж сестры или дочери | зять муж сестры или дочери | зять муж сестры или дочери | зять муж сестры или дочери | зять муж сестры или дочери | зять муж сестры или дочери |                 |                 |                 |                 |                 |                 |                 |                 |
|                  |                  |                  |                  |                    |                    |                    |                    | невестка жена брата или сына (сноха) | невестка жена брата или сына (сноха) | невестка жена брата или сына (сноха) | невестка жена брата или сына (сноха) | невестка жена брата или сына (сноха) | невестка жена брата или сына (сноха) |                  |                  | сын              | сын              | сын | сын | сын | сын |  |  | дочь | дочь | дочь | дочь | дочь           | дочь           |                |                | зять муж сестры или дочери | зять муж сестры или дочери | зять муж сестры или дочери | зять муж сестры или дочери | зять муж сестры или дочери | зять муж сестры или дочери |                 |                 |                 |                 |                 |                 |                 |                 |

### Супруг(а) близкого родственника
- Зять — муж дочери, сестры. Другими словами, зять — мужчина по отношению к семье жены: к её родителям (тестю и тёще), её сёстрам (свояченицам), её братьям (шуринам) и жёнам последних (невесткам — ятровкам), а также к дедушкам и бабушкам жены[12].
  - Прима́к (приймак, вдомник, влазень, призяченный, вабий) — зять, принятый в семью жены тестем либо тёщей в дом на одно хозяйство.
- Сноха́[13] — жена сына по отношению к его родителям[14][15] (В 1940 г. Д. Н. Ушаков считал, что только по отношению к отцу мужа (свёкру) — ныне устарело)[16].
- Неве́стка — жена сына, брата, внука, шурина. Другими словами невестка — женщина по отношению к семье мужа: его отцу (свёкру), матери (свекрови), братьям (деверям) и сёстрам (золовкам), жёнам братьев (ятровкам, сношенницам) и мужьям сестёр и золовок (зятьям), к дедушкам и бабушкам мужа.
  - Я́тровка (я́тровь, бра́това) — жена брата, деверя, шурина. Другими словами ятровка — женщина по отношению к семье мужа: его братьям (деверям) и его сёстрам (золовкам), жёнам братьев (ятровкам) и мужьям сестёр (зятьям). Ятровки (невестки) — женщины, чьи мужья являются братьями.
  - Сноше́нница — женщина по отношению к жене деверя (сношеннице). Другими словами, сношенницы — женщины, чьи мужья являются братьями.

Я́тровки = Сноше́нницы
- Своя́к — муж свояченицы = муж сестры жены. Другими словами, свояки — мужчины, чьи жёны являются сёстрами. См. также Свойство (родство).
- У́йка, вуйка (устар.) — жена уя, то есть жена дяди по матери, жена брата матери.

## Неродственные отношения
В жизни людей большое значение имеют близкие неродственные отношения, отразившиеся и на терминологии. Следует помнить о внешней близости этих терминов к терминам кровного родства и не путать их.

### До брака
- Жених — мужчина, намеревающийся жениться, по отношению к своей будущей жене (невесте).
- Невеста — женщина, намеревающаяся выйти замуж, по отношению к своему будущему мужу (жениху).
- Суженый (устар.) — мужчина (часто абстрактный, предполагаемый) по отношению к женщине, с которой он в будущем вступит в брак, будущий муж.
- Суженая (устар.) — женщина (часто абстрактная, предполагаемая) по отношению к мужчине, с которым она в будущем вступит в брак, будущая жена.

### Свадьба и брак
- Сваха — женщина, занимающаяся сватовством, сватаньем, устройством браков (может не являться родственницей).
- Посажёные родители — лица, заменяющие на свадьбе родителей жениха или невесты.
  - Посажёная мать — женщина, заменяющая на свадьбе родную мать жениха или невесты.
  - Посажёный отец — лицо, выступающее вместо родного отца жениха или невесты на свадьбе.

### Вне брака
- Сожитель — мужчина, проживающий совместно со своей партнёршей и состоящий с ней в близких отношениях без официальной регистрации (см. Незарегистрированный брак).
- Сожительница (конкубина) — женщина, проживающая совместно со своим партнёром и состоящая с ним в близких отношениях без официальной регистрации (см. Незарегистрированный брак).
- Любовник — мужчина, находящийся со своей партнёршей в близких отношениях без официальной регистрации, но не проживающий с ней совместно.
- Любовница — женщина, находящаяся со своим партнёром в близких отношениях без официальной регистрации, но не проживающая с ним совместно.

### Отношения при втором (и последующих) браке
- Единокровный брат, единокровная сестра — дети, у которых один отец, но разные матери.
- Единоутробный брат, единоутробная сестра — дети, у которых одна мать, но разные отцы[17].
- Сводный брат, сводная сестра — дети от разных браков по отношению друг к другу, то есть не родные, не единокровные и не единоутробные, а только «сведённые» в одну семью при повторном браке.
- Отчим (устар. вотчим) — мужчина по отношению к детям жены, рождённым в предыдущем браке, не усыновивший или удочеривший их.
- Мачеха — женщина по отношению к детям мужа, рождённым в предыдущем браке, жена отца, не усыновившая или удочерившая их.
- Пасынок — сын мужа или жены от предыдущего брака.
- Падчерица — дочь мужа или жены от предыдущего брака.

### Отношения при усыновлении или удочерении или потере родителей
- Приёмыш — усыновлённый (удочерённый) ребёнок.

  - Приёмная дочь (названая дочь, удочерённая) — лицо женского пола по отношению к приёмным родителям (удочерителям).
  - Приёмный сын (названый сын, усыновлённый) — лицо мужского пола по отношению к приёмным родителям (усыновителям).
- Приёмная мать (названая мать) — неродная мать приёмышу.
- Приёмный отец (названый отец) — неродной отец приёмышу.
- Опекун — человек, которому вверена опека над кем-либо.
- Соопекун — человек, исполняющий обязанности опекуна совместно с другим лицом, по отношению к подопечному.
- Подопечный — лицо, в отношении которого осуществляется опека или попечительство, по отношению к опекуну/опекунам и попечителям.
- Попечитель — человек, которому вверено попечительство над кем-либо.

### Духовные отношения
- Крёстный отец (крёстный) — мужчина по отношению к тому, за духовное воспитание которого он отвечает, то есть по отношению к крестнику.
  - Кум — крёстный отец по отношению к родителям крестника и к крёстной матери, также восприе́мник[18]. Отец ребёнка по отношению к крёстному отцу и крёстной матери.
- Крёстная мать (крёстная), кока — женщина по отношению к тому, за духовное воспитание которого она отвечает.
  - Кума — крёстная мать по отношению к родителям крестника и к крёстному отцу, также восприе́мница. Мать ребёнка по отношению к крёстному отцу и крёстной матери.
- Крёстный сын (крестник) — лицо мужского пола по отношению к тем, кто его крестил.
- Крёстная дочь (крестница) — лицо женского пола по отношению к тем, кто её крестил.
- Крёстный дед — отец крёстного отца или крёстной матери.
- Крёстная бабка — мать крёстного отца или крёстной матери.
- Крёстный брат — сын крёстного отца или крёстной матери, крестник родного отца или матери.
- Крёстная сестра — дочь крёстного отца или крёстной матери, крестница крёстного отца или матери.
- Крестовые братья (братья по кресту, братья названые, побратимы) — мужчины, обменявшиеся нательными крестами, по отношению друг к другу.
- Крестовые сёстры (сёстры по кресту, сёстры названые, побратимки, сестёрны) — женщины, обменявшиеся нательными крестами, по отношению друг к другу.
- Духовный отец — священник, являющийся чьим-либо духовным наставником.

### Биологические связи
- Донор — лицо, дающее для переливания свою кровь, ткань, клетки или орган для пересадки другим людям.
- Реципиент — лицо, которому пересаживают какой-либо орган, ткань или клетки другого организма.
  - Химера — организм с прижившимся трансплантатом[19].
- Молочная мать (мамка, кормилица) — женщина, вскормившая чужого ребёнка своей грудью, по отношению к этому ребёнку.
  - Молочный брат — мальчик или мужчина по отношению к человеку, с которым они были вскормлены грудью одной женщины, но не являющемуся сестрой или братом по матери.
  - Молочная сестра — девочка или женщина по отношению к человеку, с которым они были вскормлены грудью одной женщины, но не являющемуся сестрой или братом по матери.
- Суррогатная мать — женщина, родившая ребёнка для других лиц в результате имплантации ей эмбриона, по отношению к рождённому ей ребёнку.

## Индивидуальный статус
- Холостяк — мужчина, не состоящий в браке (неженатый).
  - Бобыль — как правило, младший ребёнок в семье, который остался холостым, чтобы присматривать за родителями или вести их семейное дело. Либо (устар. разг.) мужчина, никогда не бывавший в браке, вступление в брак которого не ожидается по причине возраста или иным причинам. Кроме того, бобылями в XV—XVIII веках называли разорившихся крестьян, не способных нести государственные повинности.
- Дева, девица, также холостячка — женщина, не вступавшая в брак (незамужняя). Термин «девица» (устар.) указывает на целомудрие девушки.
  - Старая дева, бобылка, бобылиха — женщина, никогда не бывавшая в браке, вступление в брак которой не ожидается по причине возраста или иным причинам.
- Разведённый — мужчина, расторгший брак и на данный момент не женившийся повторно.
- Разведённая — женщина, расторгшая брак и на данный момент не вышедшая замуж повторно.
- Вдовец — мужчина, не вступивший в брак после смерти жены.
  - Соломенный вдовец — мужчина, живущий длительное время отдельно от жены по причине, зависящей от неё.
- Вдова — женщина, не вступившая в брак после смерти мужа.
  - Соломенная вдова — женщина, живущая длительное время отдельно от мужа по причине, зависящей от него.
- Солдатка — женщина, муж которой служит в солдатах.
- Мать-одиночка — незамужняя женщина, воспитывающая одного или нескольких детей.
- Отец-одиночка — неженатый мужчина, воспитывающий одного или нескольких детей.
- Сирота — ребёнок, у которого умер один родитель.
  - Круглый сирота — ребёнок, у которого умерли оба родителя.
- Подкидыш — ребёнок неизвестных родителей, подкинутый чужим людям.
- Найдёныш — ребёнок, брошенный неизвестными родителями и найденный чужими людьми.
- Подменыш — неродной ребёнок, которым втайне от родителей был заменён во младенчестве их родной ребёнок.

## Прочее
- Няня (нянька), дядька — воспитатель, приставленный для ухода и надзора за ребёнком. В знатных и богатых семьях мальчики с 5-6 лет переходили от няньки к дядьке[в какой стране?].
- Кунак (тюрк. qunaq) — у кавказских горцев — лицо, связанное с кем-либо обязательством взаимного гостеприимства, дружбы и защиты; друг, приятель.
- Названые братья или сестры — люди, не состоящие в биологическом родстве, но предложившие братские (сестринские) отношения и согласившиеся на них добровольно. Такие соглашения обычно двусторонние, основанные на близкой дружбе.